# ترپر کریک، آلاسکا
ترپر کریک (به انگلیسی: Trapper Creek) شهری در بخش ماتانوسکا-سوسیتنا ایالت آلاسکا است که جمعیت آن در سرشماری سال ۲۰۰۰ میلادی ۴۲۳ نفر بوده‌است.